# 正福寺 (鬼無里)
正福寺（しょうふくじ）は、長野県長野市 鬼無里日影十二平5894にある曹洞宗の寺院。かつては戸隠山衆徒の内の大明坊であった。

## 概要
当寺の前身は真言宗の戸隠山大明坊である。文化年間に当寺の容椿が土中から発掘した石仏の地蔵菩薩には「応徳元甲子八月施主室賀庄左衛門」と銘文があったという。
弘和年間から応永年間には「戸隠三千坊」と呼ばれた戸隠山顕光寺衆徒の一員であった。その頃には僧兵が置かれ、白馬方面から戸隠山に侵入しようとするものから防衛する寺として機能した（他に僧兵が置かれた寺は鬼無里の中心部にある大竜寺・小川村方面を守る椿峰の高山寺があり、戸隠山へ侵攻しようとする勢力がいれば大明坊や高山寺から大竜寺へ、大竜寺から楠川の奥にあった西谷の西光寺へと伝えられたという。
その後は織田信長が活動した頃に数年廃庵となったものの、慶長年間に安曇郡黒川村の正福寺の住職・良山が来庵し住持となり寺号を「正福寺」としたという。約60年後の延宝2年（1674年）には再び無住寺となったが、正徳2年（1712年）に日影村の名主・中村太郎助が開基となり、天明4年（1784年）に中村佐市が引き継ぎ、村内の有力者たちによって再興され、松巌寺3世・独室演永の弟子である観橋が住職となった。
毎年5月15日には正福寺はんにゃ、8月18日には正福寺せがきという祭りが行われる。